# 大桑迪河 (俄亥俄河支流)
大桑迪河（英語：Big Sandy River）是俄亥俄河的一条支流，属于密西西比河流域，长约29英里（47），位于美国西維吉尼亞州的西部和肯塔基州的东北部，构成了两州的边界。